# Ras El Ain
Ras El Ain  (in arabo راس العين‎?) è un centro abitato e comune rurale del Marocco situato nella provincia di Youssoufia, regione di Marrakech-Safi. Conta una popolazione di 19 614 abitanti (censimento 2014).